# Patersonia babianoides
Patersonia babianoides är en irisväxtart som beskrevs av George Bentham. Patersonia babianoides ingår i släktet Patersonia och familjen irisväxter. Inga underarter finns listade i Catalogue of Life.